# Ghezo Grifoli
Ghezo Grifoli (...) è stato uno scrittore italiano, corrispondente di Vanni di Tofo Salimbeni di Siena.

## L'opera
All'interno delle raccolte dei più antichi testi della lingua volgare, il modo di scrivere di Ghezo è considerato nel suo complesso come una singolare anomalia, poiché presenta delle caratteristiche che lo rendono unico sotto l'aspetto morfologico.
Attualmente si conoscono soltanto due lettere da lui scritte; la prima, datata 1314, è conservata presso la Pontificia Biblioteca Antoniana di Padova ed è stata pubblicata nel 1957 dal professor Marco Pecoraro nel bollettino dell'Accademia della Crusca, Studi di Filologia italiana. La seconda lettera, datata 1310 è stata recentemente ritrovata e pubblicata ed è conservata presso la Biblioteca Comunale Ubaldo Mazzini della Spezia.
Entrambi i documenti possono essere considerati come singolari casi di studio per l'analisi dello sviluppo storico della lingua italiana, grazie alle particolarità grafiche, fonetiche e morfologiche dello scrivere di Ghezo, che emergono dall'analisi delle lettere, nonostante le numerose difficoltà di trascrizione e interpretazione che esse presentano.

### I personaggi citati nei testi
Dei personaggi citati nel testo delle lettere si hanno poche notizie, espresse talvolta in forma ipotetica. Il ritrovamento e l'analisi della seconda lettera hanno permesso di aggiungere ulteriori informazioni per ricostruire l'identità dei corrispondenti e la storia ad essi legata.
Grazie alla prima lettera era stata fatta l'ipotesi che Ghezo, di cui si ignorava il cognome, fosse una specie di fattore di Vanni Salimbeni di Tofo, della nobile famiglia dei Salimbeni di Siena, che aveva il compito di amministrare una parte delle terre controllate da questo importante casato toscano e situate nella zona della Maremma senese. In entrambe le lettere è citato infatti il paese di Boccheggiano (scritto bochegigano) che all'epoca apparteneva proprio ai Salimbeni ed è attualmente una frazione del comune di Montieri, compreso nella provincia di Grosseto.
Compito di Vanni era quello di aggiornare il suo signore circa i fatti di maggior rilievo che accadevano nelle terre a lui affidate oltre a gestire gli affari economici legati allo sfruttamento delle risorse naturali, dall'agricoltura all'allevamento del bestiame.
Dall'esame della seconda lettera, Ghezo risulta appartenere alla famiglia senese Grifoli, che faceva parte dell'ordine dei Gentiluomini ed è stato possibile ipotizzare la sua nascita, collocandola tra il 1260 ed il 1270.

## Analisi linguistica dei testi
Dal punto di vista linguistico, lo scrivere di Ghezo è caratterizzato dall'assenza delle consonanti nasali davanti ad altra consonante, come ad es. dcedo per d(i)ce(n)do, dalla caduta delle liquide non seguite da vocale, es. copa per c(o)lpa, e della r di per, es. pebesta al posto di pe(r) best(i)a. Tale mancanza non è segnalata dalle consuete abbreviazioni.
Questo si accompagna ad un frequente raddoppiamento, senza una regola precisa, di alcune consonanti semplici, oltre allo scempiamento di certe doppie. Manca inoltre totalmente la punteggiatura e l'uso di maiuscole per indicare nomi propri e di luogo.
L'aspetto più strano del modo di scrivere di Ghezo resta quello relativo alla resa delle consonanti doppie, che vengono intercalate alla vocale che dovrebbe invece seguirle. Ad esempio, tutiti (tutti), bochegigano (Boccheggiano), gigouedie (ggiouedie), ebib (ebbi), copipe (co(m)ppie), ecc.